# Енбекшиказах (Жетысуская область)
Енбекшиказах (каз. Еңбекшіқазақ) — село в Коксуском районе Жетысуской области Казахстана. Входит в состав Лабасинского сельского округа. Код КАТО — 194847200.

## Население
В 1999 году население села составляло 1308 человек (642 мужчины и 666 женщин). По данным переписи 2009 года, в селе проживало 935 человек (441 мужчина и 494 женщины).